# Marco Antonio Fellini
Pour l’article homonyme, voir Fellini (homonymie).
Marco Antonio Fellini (Bologne, ? - vers 1660) est un peintre italien baroque qui fut actif au XVIIe siècle.

## Biographie
Marco Antonio  fut un élève de Gabriello Ferrantini et d'Annibale Carracci. Il a excellé dans la peinture de chevaux et de genre et assistait son frère (ou père ?) Giulio Cesare Fellini (mort vers 1656 à Bologne).